# Liste von Persönlichkeiten aus Caslano
Diese Liste enthält in Caslano im Kanton Tessin geborene Persönlichkeiten und solche, die in Caslano ihren Wirkungskreis hatten, ohne dort geboren zu sein. Die Liste erhebt keinen Anspruch auf Vollständigkeit.

## Persönlichkeiten
(Sortierung nach Geburtsjahr)

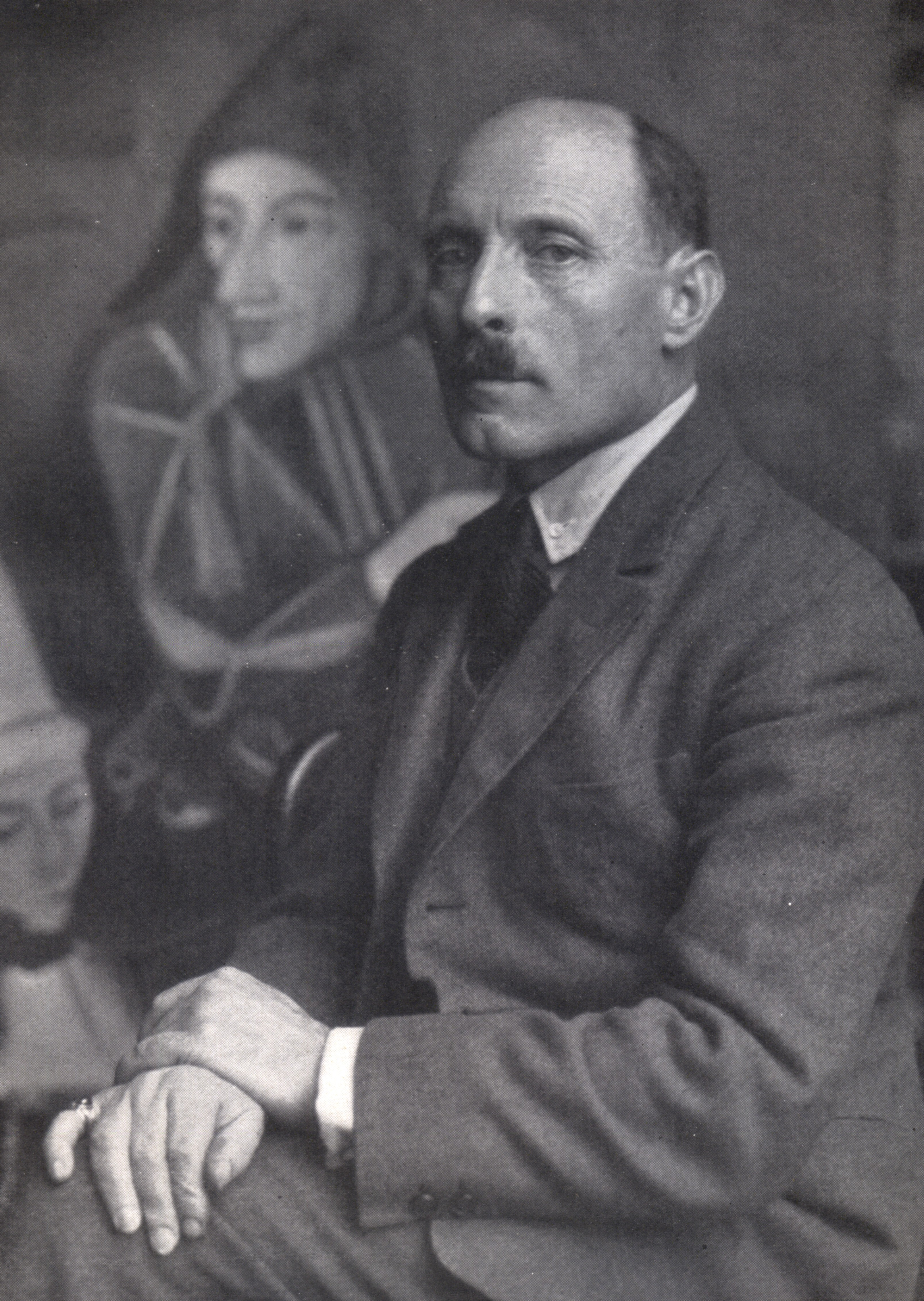
Karl Hofer, fotografiert von Hugo Erfurth.

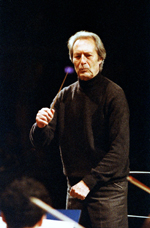
Carlo Maria Giulini

- Familie Greppi.  Aus Ronco von Caslano[1]
  - Giovanni Greppi (* um 1500 ? in Caslano; † um 1560 in Rom), Stuckateur[1][2][3]
  - Cristoforo Greppi (* um 1585 ? in Caslano; † Ende 1640 ebenda), Maler[1][4][5]
  - Giovanni Battista Greppi (* um 1600 in Caslano; † 24. Mai 1647 in Rom), Sohn des Pietro, Maler tätig in der Kirche San Martino ai Monti[6]
  - Ambrosio Greppi (* um 1800 in Caslano; † nach 1843 in St. Petersburg), Bildhauer[7]
  - Antonio Greppi (* um 1810 in Caslano; † nach 1861 ebenda ?), Landschaftsmaler, Lithograph, Karikaturist[8]
  - Nino Ezio Greppi (* 7. Juni 1887 in Agno; † 29. Oktober 1932 in Caslano), Anwalt, ehemaliger Gemeindepräsident von Caslano, Gründer und Mitglied der Società Pro Malcantone[9][10] Agostino Soldati Pittore Ticinese. Konsul der Republik Panama in Lugano[1]

- Familie Azzi. 
  - Antonio Azzi (* um 1690 in Caslano; † nach 1726 in Belgrad ?), Maler[11]
  - Francesco Azzi (* 1838; † 1913), Studierte Rechtswissenschaft an der Universität Wien, Mitgründer mit Pietro Trainoni der Società Lioberi Tiratori. Von 1866 bis 1877 Schulinspektor in Malcantone nach don Giovanni Maricelli aus Bedigliora. Abgeordneter des Tessiner Grossrates, förderte die öffentlichen Arbeiten. In einer Rede sagte er den Ausdruck "Popolo bestia", was ihn bei den Wählern unbeliebt machte. Er veröffentlichte zwei Broschüren: Da Chiavenna a San Maurizio, Samaden. und Da San Maurizio a Tarasp[12][13]

- Familie Bettelini. 
  - Andrea Bettelini (* um 1760 in Caslano; † um 1800 ebenda), Unternehmer gründete in Ortschaft Magliasina eine Papierfabrik, seine Kunden waren die Gebrüder Agnelli Verleger in Lugano[14]
  - Pietro Antonio Leone Bettelini (1763–1829), Kunstmaler, Kupferstecher und Dozent
  - Arnoldo Bettelini (* 13. Mai 1876 in Caslano; † 24. Juni 1970 in Rom), Forstingenieur, Natur- und Denkmalpfleger, Philosoph[15]
  - Lauro Bettelini (* 1938 in Lugano; † 7. April 2015 ebenda), Journalist, Schriftsteller[16]

- Brüder Beltramini (* um 1750 in Caslano; † nach 1798 ebenda), Patrioten[17]
- Luigi Chialiva (1841–1914), Architekt und Kunstmaler (Landschafts- und Tierbilder)
- Cristoforo Vicari (* 14. Mai 1846 in Caslano; † 26. Dezember 1913 ebenda), Bildhauer[18][19]
- Ernesto Vicari (* 7. April 1854 in Caslano; † 28. August 1928 in Lugano), Bildhauer tätig in Jerez de la Frontera, Maler und Musiker[20]
- Italo Salvadè (* 5. September 1873 in Caslano; † 5. Mai 1943 ebenda), Bildhauer[21]
- Adelchi Maina (* 1876 in Caslano; † 1939 ebenda), Maler tätig in Marseille und in Côte d’Azur[22]
- Karl Hofer (1878–1955), deutscher Maler, er wohnte in Caslano
- Francesco Masina (* 19. November 1886 in Caslano; † 15. September 1966 in Sorengo), Präsident der Tessiner christlich-sozialen Organisation (OCST), Bürgermeister von Muzzano TI, Gemeinde- und Munizipalrat von Massagno, Tessiner Grossrat und Nationalrat[23] Antonio Gili: Francesco Masina. In: Alberto Lepori, Fabrizio Panzera (Hrsg.): Uomini nostri. Trenta biografie di uomini politici. Armando Dadò Editore, Locarno 1989, S. 22, 96–97.
- Carlo Laghi (* 1887 in Caslano; † August 1914 ebenda), von Caslano, Bildhauer[24]
- Ernst Krenek (1900–1991); amerikanischer Komponist, er wohnte in Caslano
- Sergio Maina (* 25. Januar 1913 in Caslano; † 13. November 2009 in Castelrotto), studierte in Zürich, Paris und Genf, Maler, Zeichner, Restaurator, Galerist. Er schuf Aquarell und Zeichnung. Landschaften, Porträts, Wandmalerei und Restaurierung von Kirchen[25]
- Carlo Maria Giulini (1914–2005) italienischer Dirigent, er wohnte in Caslano
- Roque Máspoli (1917–2004), aus Caslano, uruguayischer Fußballspieler und -trainer
- Tiziano Moccetti (* 4. Dezember 1938 in Lugano), Kardiologe, Politiker[26]
- Alex Pedrazzini genannt Il monello (* 6. Oktober 1951 in Mendrisio; † 11. Oktober 2021 in Bellinzona), Jurist, Tessiner Grossrat und Staatsrat[27]